# فرودگاه زوشن پوتوشن

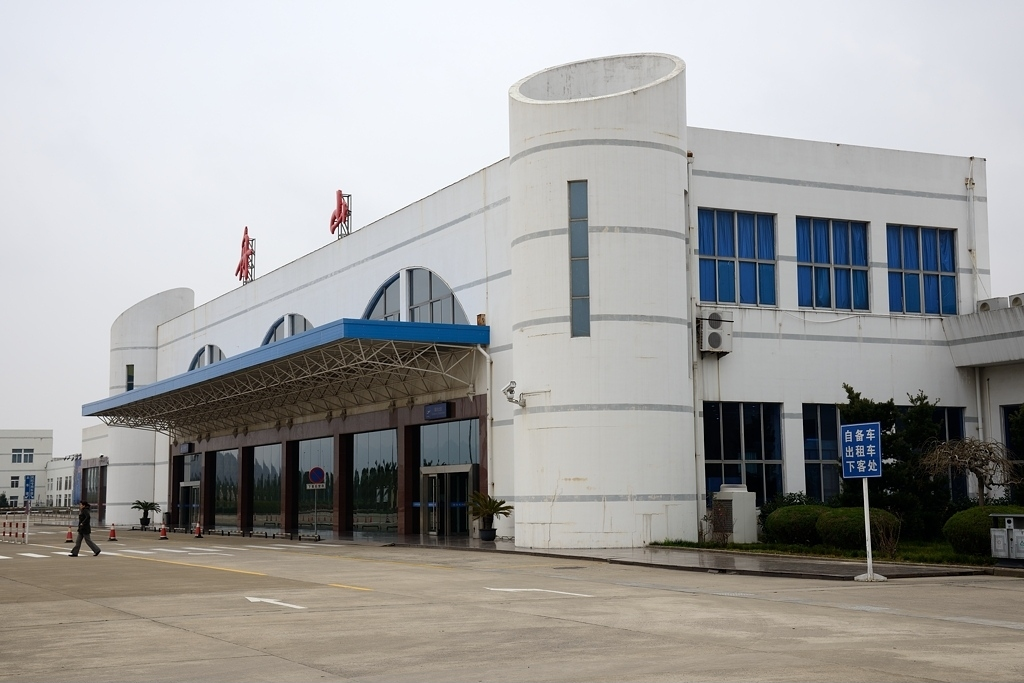
فرودگاه زوشن پوتوشن

فرودگاه زوشن پوتوشن (به انگلیسی: Zhoushan Putuoshan Airport) یک فرودگاه همگانی با کد یاتا HSN است . این فرودگاه در شهر ژوشان کشور چین قرار دارد .

## شرکت‌های هواپیمایی و مقصدهای پروازی
The following airlines serve the airport with scheduled flights:
| شرکت‌های هواپیمایی      | مقصدهای پروازی                                                 |
| ---------------------- | -------------------------------------------------------------- |
| هواپیمایی شرقی چین     | جییانگوشان، شانگهای پودنگ                                      |
| China Express Airlines | چنگچینگ ییانگبی، فویانگ ژیگان                                  |
| هواپیمایی جنوبی چین    | لیانیونگانگ بایتابو، شنژن بن                                   |
| چاینا یونایتد ایرلاینز | پکن نانیوان، فوشان شادی                                        |
| Fuzhou Airlines        | فوژو چنگل، تیانجین بینهای                                      |
| جوی ایر                | هفئی ژینگیاو، ژنگژو سین‌ژنگ                                     |
| شاندونگ ایرلاینز       | جینان یاکیانگ، کینگدائو لیوتینگ، کوانژو جینجیانگ، زیامن گائوچی |
| شنژن ایرلاینز          | بایون گوآنگجو، کوانژو جینجیانگ                                 |
| ژیامن ایرلاینز         | پکن، کوانژو جینجیانگ، زیامن گائوچی                             |